# Столярная и слесарная мастерская Юрьева монастыря
Столярная и слесарная мастерская Юрьева монастыря — памятник архитектуры. Расположен в Великом Новгороде, современный адрес дома — Юрьевское шоссе, 10, строение 18.
Корпус мастерских одноэтажный, прямоугольный в плане. Наружная стена здания используется как ограда и украшена сверху аркатурным фризом. Здание примыкает к восточным святым вратам монастыря, оно было построено при архимандрите Фотии в 1824—1830 годах.